# Lista de singles número um na UK Singles Chart em 2019
A lista dos singles que alcançaram a primeira posição na UK Singles Chart é, atualmente, compilada pela The Official UK Charts Company (OCC) baseada na Parada musical da UK Singles Chart (em português: Parada de Singles do  Reino Unido). É utilizada na UK Singles Chart as vendas de álbuns físicos (CDs e vinis), vendas digitais e os serviços de streams. A semana da parada vai de sexta-feira à quinta-feira, com a parada sendo publicada pela revista Music Week, e publicada na internet no próprio site da The Official UK Charts Company. Todas as tabelas musicais da OCC são atualizadas às sextas-feiras e posiciona as vendas musicais da semana precedente, com data da tiragem até a próxima quinta-feira.

## Histórico
| Data            | Canção                                   | Artista(s)                    |
| --------------- | ---------------------------------------- | ----------------------------- |
| 3 de janeiro    | Sweet But Psycho                         | Ava Max                       |
| 10 de janeiro   | Sweet But Psycho                         | Ava Max                       |
| 17 de janeiro   | Sweet But Psycho                         | Ava Max                       |
| 24 de janeiro   | Sweet But Psycho                         | Ava Max                       |
| 31 de janeiro   | 7 Rings                                  | Ariana Grande                 |
| 7 de fevereiro  | 7 Rings                                  | Ariana Grande                 |
| 14 de fevereiro | 7 Rings                                  | Ariana Grande                 |
| 21 de fevereiro | Break Up with Your Girlfriend, I'm Bored | Ariana Grande                 |
| 28 de fevereiro | 7 Rings                                  | Ariana Grande                 |
| 7 de março      | Someone You Loved                        | Lewis Capaldi                 |
| 14 de março     | Someone You Loved                        | Lewis Capaldi                 |
| 21 de março     | Someone You Loved                        | Lewis Capaldi                 |
| 28 de março     | Someone You Loved                        | Lewis Capaldi                 |
| 4 de abril      | Someone You Loved                        | Lewis Capaldi                 |
| 11 de abril     | Someone You Loved                        | Lewis Capaldi                 |
| 18 de abril     | Someone You Loved                        | Lewis Capaldi                 |
| 25 de abril     | Old Town Road                            | Lil Nas X e Billy Ray Cyrus   |
| 2 de maio       | Old Town Road                            | Lil Nas X e Billy Ray Cyrus   |
| 9 de maio       | Vossi Bop                                | Stormzy                       |
| 16 de maio      | Vossi Bop                                | Stormzy                       |
| 23 de maio      | I Don't Care                             | Ed Sheeran e Justin Bieber    |
| 6 de junho      | I Don't Care                             | Ed Sheeran e Justin Bieber    |
| 13 de junho     | I Don't Care                             | Ed Sheeran e Justin Bieber    |
| 20 de junho     | I Don't Care                             | Ed Sheeran e Justin Bieber    |
| 27 de junho     | I Don't Care                             | Ed Sheeran e Justin Bieber    |
| 4 de julho      | I Don't Care                             | Ed Sheeran e Justin Bieber    |
| 11 de julho     | I Don't Care                             | Ed Sheeran e Justin Bieber    |
| 18 de julho     | I Don't Care                             | Ed Sheeran e Justin Bieber    |
| 25 de julho     | Senorita                                 | Shawn Mendes & Camila Cabello |
| 1 de agosto     | Beautiful People                         | Ed Sheeran e Khalid           |
| 8 de agosto     | Senorita                                 | Shawn Mendes & Camila Cabello |
| 15 de agosto    | Senorita                                 | Shawn Mendes & Camila Cabello |
| 22 de agosto    | Senorita                                 | Shawn Mendes & Camila Cabello |
| 29 de agosto    | Senorita                                 | Shawn Mendes & Camila Cabello |
| 5 de setembro   | Senorita                                 | Shawn Mendes & Camila Cabello |
| 12 de setembro  | Take Me Back to London                   | Ed Sheeran e Stormzy          |
| 19 de setembro  | Take Me Back to London                   | Ed Sheeran e Stormzy          |
| 26 de setembro  | Take Me Back to London                   | Ed Sheeran e Stormzy          |
| 3 de outubro    | Take Me Back to London                   | Ed Sheeran e Stormzy          |
| 10 de outubro   | Take Me Back to London                   | Ed Sheeran e Stormzy          |
| 17 de outubro   | Dance Monkey                             | Tones And I                   |
| 24 de outubro   | Dance Monkey                             | Tones And I                   |
| 31 de outubro   | Dance Monkey                             | Tones And I                   |
| 7 de novembro   | Dance Monkey                             | Tones And I                   |
| 14 de novembro  | Dance Monkey                             | Tones And I                   |
| 21 de novembro  | Dance Monkey                             | Tones And I                   |
| 28 de novembro  | Dance Monkey                             | Tones And I                   |
| 5 de dezembro   | Dance Monkey                             | Tones And I                   |
| 12 de dezembro  | Dance Monkey                             | Tones And I                   |
| 19 de dezembro  | Dance Monkey                             | Tones And I                   |
| 26 de dezembro  | Dance Monkey                             | Tones And I                   |